# Nisse Hallberg
Nisse Hallberg, ursprungligen Nils Henrik Louis Almström, född 19 augusti 1984 i Stockholm, är en svensk ståuppkomiker.
Hallberg är – förutom att vara ståuppkomiker – även inblandad i produktionen av några svenska podcaster (i "Rollspelsklubben" välkänd som Monica Plöjer), däribland Nisse å den där äldre och Alla mina kamrater. Hallberg har även medverkat som gäst i bland annat Till slut kommer någon att skratta och Fantasipanelen.

## Biografi
Hallberg har synts som skådespelare i tv-programmet Brevfilmen i SVT. Han har även synts i Kanal 5 reality-tv Färjan. Nisse var flygande reporter för radioprogrammet Ketchup från 1997–1999. Hallberg har varit statist i filmerna Jordgubbar med riktig mjölk, Rallybrudar samt Drömkåken. Tidigare har han arbetat som kock på bland annat Story Hotel, Brasserie Godot och Kåken.[källa behövs]
År 2015 vann Nisse Hallberg titeln som "Årets nykomling" vid Svenska Standup-galan. Återkommande ämnen som Hallberg skämtar om i sina föreställningar är könsroller, alkoholism och Adolf Hitler.
Hallberg är också en av tre komiker som gör podcasten "Kafferepet". Om den sade Aftonbladets recensent i april 2021 att  "på det stora hela är det här högklassig, flyktig förströelse.
År 2025 debuterade han som författare med den självbiografiska boken Snittet som skildrar tiden innan han blev far för första gången.

## Familj
Nisse Hallbergs farfars farfar var Robert Almström, riksdagsledamot och direktör för Rörstrands porslinsfabrik samt grundare av porslinsfabriken Arabia.
Sedan 2022 har han en relation med Emilie Uggla, dotter till artisten Magnus Uggla. Tillsammans har de en son född 2024.

## Radio, film och TV-serier
- 1997-1999 - Reporter i Ketchup i P3
- Brevfilmen
- Älskling jag glömde mjölken i badrummet (kortfilm)
- En andes eviga vädjan av ett rus av lustgas (brevfilm)
- Slå mig inte ännu, jag jobbar på bank (Brevfilm)
- När Lollo Carter rökte en limpa (kortfilm)
- 2001 – Jordgubbar med riktig mjölk
- 2008 – Rallybrudar
- 2016 – Manick
- 2016 – Mammor (TV-serie)
- 2017 – Släng dig i brunnen (TV-serie)
- 2017 – Comedy Central Stand Up - Utan Gränser (TV-serie)[7]
- 2018 – Bäst i Sverige! (TV-serie)
- 2018 – Bäst i test (TV-serie)
- 2018 – Släng dig i brunnen (TV-serie)
- 2019 – Alla mot alla med Filip och Fredrik (TV-serie)
- 2021 – Mer panik i tomteverkstan (TV-serie)
- 2023 – Överlevarna (TV-serie)